# Route 217 (Nouvelle-Écosse)
Pour les articles homonymes, voir Route 217.
La route 217 est une route secondaire de la Nouvelle-Écosse d'orientation ouest-est située dans le sud-ouest de la province, à l'ouest de Digby. Elle permet de relier cette ville au Digby Neck et à la Long Island. Elle traverse une région principalement agricole, et aquatique, alors qu'elle suit une presqu'île. De plus, elle mesure 64 kilomètres, et est asphaltée sur toute sa longueur.

## Tracé
La route 217 débute à Freeport, à l'extrémité ouest de la presqu'île, au traversier vers Westport. Elle commence par suivre la presqu'île pour 40 kilomètres, traversant Tiddville notamment, puis en possédant un traversier reliant Tiverton à East Ferry. Elle continue de se diriger vers l'est en suivant la route 101 juste au nord, jusqu'à Digby, où elle se termine sur la route 303.

## Intersections principales
| Route 217      |          |    |                                                                          |                           |
| Comté          | Location | km | Intersection/Destinations                                                | Notes                     |
| Comté de Digby | Freeport | 0  | traversier vers Westport                                                 | extrémité ouest de la 217 |
| Comté de Digby | Digby    | 64 | R-303 (Victoria St.), traversier vers Saint-Jean (NB), Halifax, Yarmouth | extrémité est de la 217   |

## Communautés traversées
1. Freeport
2. Central Grove
3. Tiverton
4. East Ferry
5. Tiddville
6. Little River
7. Mink Cove
8. Sandy Cove
9. Lake Midway
10. Centreville
11. Waterford
12. Rossway
13. Roxville
14. Seabrook
15. Digby